# Espen Lind
Espen Lind (Tromsø, 13 de mayo de 1971) es un músico, compositor, productor y cantante noruego.
Su mayor éxito llegó con el sencillo «When Susannah cries» (1997), de su segundo álbum Red. El sencillo estuvo en los primeros puestos en toda Europa y numerosos países de América. En Noruega se mantuvo en el número 1 durante seis semanas, siendo la canción más radiada de 1997. Red vendió más de 300 000 copias en Noruega y más de 18 000 000 en el mundo. Ha compuesto canciones para otros artistas, como Beyoncé, entre otros.

## Discografía
- 1995: Mmm...Prepare To Be Swayed - como Sway
- 1997: Red - as Sway
- 1998: Red II - edición internacional como Espen Lind
- 2001: This Is Pop Music
- 2005: April
- 2006: Hallelujah Live - con Kurt Nilsen, Alejandro Fuentes & Askil Holm
- 2008: Army of One
- 2009: Hallelujah Live - volume 2 - con Kurt Nilsen, Alejandro Fuentes & Askil Holm

## Sencillos
- "Yum Yum Gimme Some"
- "American Love"
- "Baby You're So Cool"
- "When Susannah Cries"
- "Lucky For You"
- "American Love"
- "Black Sunday"
- "Where The Lost Ones Go", dueto con Sissel Kyrkjebø
- "Life Is Good"
- "Unloved"
- "Look Like Her"
- "Million Miles Away"
- "Hallelujah" (con Nilsen, Fuentes & Holm)
- "The Boys of Summer" (con Nilsen, Fuentes & Holm)
- "Scared Of Heights"